# Аршаново
Аршаново (хак. Аршаннар аал, Аршан аал) — село в Алтайском районе Хакасии, расположено в Койбальской степи, у реки Абакан, в 34 км к юго-западу от райцентра — села Белый Яр.
Расстояние до ближайшей железнодорожной станции (Абакан) — 61 км, до аэропорта (Абакан) — 66 км. 

## История
В XIX веке — хакасский аал. В годы советской власти аал был преобразован в село. Аршаново — родина многих известных людей. Здесь родились Моисей Романович Баинов (поэт), Г. Г. Котожеков (доктор философских наук, бывший директор ХакНИИЯЛИ), И. Ф. Чертыгашев (чабан, депутат ВС РСФСР в 1936), А. Ф. Троякова (заслуженный учитель школы РСФСР, автор многих учебников для хакасских школ) и др.
Основное направление хозяйства — полеводство и животноводство. Имеется средняя общеобразовательная школа, сельский дом культуры, участковая больница.
Экономическую основу села составляет ЗАО «Аршановское», история которого начинается с 1930. Ранее были колхозы, затем совхоз «Путь к коммунизму».

## Население
| 2002 | 2010  | 2013  |
| ---- | ----- | ----- |
| 1406 | ↗1506 | ↗1569 |

Население — 1497 чел. (01.01.2004). Этнический состав: русские (20 %), хакасы (74 %), немцы (2 %), мордва, украинцы, чуваши и др.

## Аршановский совхоз
В 1930 организован колхоз «Изых», в его составе 101 хозяйство с посевной площадью 531 га и колхоз «Хызыл-Салда» с 112 хозяйствами и посевной площадью 71 га, которые относились к Аскизскому району. В 1944 при образовании Алтайского района вошли в его состав. При объединении колхозов «Изых» и «Хызыл-Салда» в 1951 образовался колхоз «Имени Кагановича», в 1958 переименован в «Путь к коммунизму», в 1969 организован совхоз «Путь к коммунизму». Центральная усадьба — с. Аршаново — расположена в 32 км от с. Белый Яр, в 50 км от г. Абакана и 45 км от ж.-д. ст. В составе совхоза — улусы Сартыково и Хызыл-Салда. В 1986—1990 общая площадь сельхозугодий — 23500 га, в том числе пашня — 6832 га. Поголовье (гол.): крупного рогатого скота — 2114, в том числе коровы — 560, овцы — 28860. Средняя урожайность зерновых — 16,7 ц/га (20,5 ц/га — 1987). Наивысшая продуктивность: надой молока на 1 фуражную корову — 3019 кг (1990), настриг шерсти с 1 овцы — 4,2 кг (1989), средний суточный привес — 531 кг (1989). На 100 га пашни произведено зерна 96 ц (1989). Рентабельность — 35,4 % (1988). Численность рабочих — 666 чел. В 1990 совхоз «Путь к коммунизму» переименован в совхоз «Аршановский». Хозяйство награждалось переходящим красным знаменем района (1989, 1991, 1992), почетными грамотами Агрокомбината и Министерства сельского хозяйства Республики Хакасия — 1989, 1992. В 1993 совхоз «Аршановский» реорганизован в АОЗТ, в 2002— в ЗАО «Аршановское». Значительный вклад в становление и развитие хозяйства внесли руководители К. И. Абдин и М. К. Сунчугашев.